# La Maison Bonnadieu
Pour plus de détails, voir Fiche technique et Distribution.
La Maison Bonnadieu est un film français réalisé par Carlo Rim et sorti en 1951.

## Synopsis
Félix et Gabrielle Bonnadieu font chambre à part. Félix sait que sa femme le trompe avec le jeune Pascal qui s'introduit toutes les nuits par la fenêtre. Une nuit, Félix surprend Pascal pendant qu'il monte l'escalier, feint de croire qu'il est un voleur et menace d'appeler la police. Gabrielle intervient et demande à son époux de faire preuve d'indulgence. Félix pense alors que la leçon est suffisante, mais Pascal revient la nuit suivante. Félix le surprend de nouveau et se jette sur le téléphone, c'est alors que Louisette, la jeune domestique, se porte au secours de sa patronne en déclarant que Pascal venait la rejoindre dans sa chambre.  
Désorienté, Félix ne sait plus quoi faire ; son ami et collaborateur Mouffe lui conseille de rendre Gabrielle jalouse ; c'est donc ce qu'il fait, mais ça ne marche pas. Alors que Félix touche le fond, c'est la grand-mère de Gabrielle qui arrange l'affaire. Dans un premier temps, elle jette Pascal dans les bras de Louisette au grand dam de Gabrielle, puis explique que la fidélité du cœur n'a rien à voir avec la fidélité du corps. Ainsi, un soir, après que Félix et Gabrielle à leur retour de l'opéra ont convié à leur table le ténor qui n'avait d'yeux que pour Gabrielle et, qu'à la nuit venue, Félix entend le ténor monter les escaliers en s'étant introduit par la fenêtre, il prend la chose avec philosophie. 

## Fiche technique
- Titre original : La Maison Bonnadieu
- Réalisation : Carlo Rim
- Scénario, adaptation et dialogues : Carlo Rim
- Décors : Maurice Colasson
- Costumes : Rosine Delamare, Frédéric Junker[1] ; Jacques Costet[2] pour Danielle Darrieux
- Photographie : Nicolas Hayer
- Son : Pierre Calvet
- Montage : Henri Taverna[3]
- Musique : Georges Van Parys
- Orchestre : direction, Richard Blareau[4]
- Production : Edmond Ténoudji[5]
- Société de production : Les Films Marceau[6] (France)
- Sociétés de distribution : Les Films Marceau (France), TF1 Studio (vente à l'étranger)[7]
- Pays de production :  France
- Langue originale : français
- Format : noir et blanc — 35 mm — 1,37:1 — mono
- Genre : comédie
- Durée : 102 min
- Date de sortie : France - 29 novembre 1951
- Mention CNC : tous publics (visa no 11207 délivré le 14 août 1951)
- Affiche : Roger Rojac (France)

## Distribution
- Bernard Blier : Félix Bonnadieu, corsetier et époux de Gabrielle
- Danielle Darrieux : Gabrielle Bonnadieu, la femme de Félix
- Françoise Arnoul : Louisette, la jeune servante
- Berthe Bovy : Mme Ramadin, la grand-mère
- Michel François : Pascal Mascaret, le jeune amant de Gabrielle
- Marcel Mouloudji : le chanteur des rues
- Jeanne Véniat : Mme Mascaret, la mère de Pascal et propriétaire de la brasserie
- Yves Deniaud : M. Mouffe, l'ami de Félix
- Marthe Mercadier : Mlle Clorinde, la jeune femme « facile »
- Henri Charrett : M. Cahuzac, un habitué de la brasserie
- Andrée de Chauveron : Mme Henriette Decoeur, la mère de Gabrielle
- Paul Faivre : le curé
- Marcel Loche : Hippolyte, un serveur
- Robert Lombard : M. Morin, le jeune employé
- Yette Lucas : Gertrude, la cuisinière
- Max Montavon : le serveur moustachu
- Georges Paulais : le commissaire de police
- Robert Rollis : M. Mercadier, le partenaire de Félix aux cartes
- Jean Sylvain : le commandant, un habitué de la brasserie
- Raymond Amade[8] : le ténor
- Raymonde Notti[9] : la cantatrice
- René Marjac

## Production

### Tournage
- Période de prises de vue : 12 février au 10 avril 1951.
- Intérieurs : studios Éclair d'Épinay-sur-Seine.

### Dialogues
Quelques répliques
— « L'amour c'est comme les moustiques, on le tue à coups de pantoufle » ;
— « Si tous les cocus se supprimaient, il ne resterait plus personne pour les enterrer ».

### BO
Chanson
La Complainte des infidèles, paroles de Carlo Rim et musique de Georges Van Parys, valse interprétée par Mouloudji dans le film, a été reprise, entre autres, par Danielle Darrieux, Léo Noël…
Musique additionnelle
L'opéra que vont écouter Monsieur et Madame Bonnadieu en fin de film est Werther de Jules Massenet, créé en 1892 (Éditions Heugel). Le duo est interprété par Raymond Amade et Raymonde Notti de l'Opéra-Comique.

## références
1. ↑  « Frédéric Junker » (présentation), sur l'Internet Movie Database
2. ↑  Jacques Costet sur data.bnf.fr
3. ↑  « Henri Taverna » (présentation), sur l'Internet Movie Database
4. ↑  Richard Blareau sur data.bnf.fr
5. ↑  « Edmond Ténoudji » (présentation), sur l'Internet Movie Database
6. ↑  (en) Les Films Marceau sur l’Internet Movie Database
7. ↑  Unifrance
8. ↑  Raymond Amade sur data.bnf.fr
9. ↑  Raymonde Notti sur data.bnf.fr
10. ↑  Voir Couverture de la partition de la musique du film